# Systellorrhina baliola
Systellorrhina baliola är en skalbaggsart som beskrevs av Oliver Erichson Janson 1888. Systellorrhina baliola ingår i släktet Systellorrhina och familjen Cetoniidae. Inga underarter finns listade i Catalogue of Life.